# Медресе Саййид Мухйиддина Махдума
Сре́днее-специа́льное исла́мское образова́тельное учрежде́ние Саййи́да Мухйидди́на Махду́ма (узб. Sayyid Muhyiddin Maxdum o'rta maxsus islom bilim yurti) — единственное в Андижанском вилаяте (области) Узбекистана действующее и легальное исламское образовательное учреждение (фактически медресе). Расположен в кишлаке Джалабек Алтынкульского тумана (района), в 20 км западнее от Андижана. Подчиняется Духовному управлению мусульман Узбекистана, являясь государственным образовательным учреждением. Одно из крупнейших в Ферганской долине исламских образовательных учреждений.
Средне-специальное исламское образовательное учреждение Саййида Мухйиддина Махдума было основано в 1992 году, вскоре после обретения независимости Узбекистана. Был назван в честь Саййида Мухйиддина Махдума — родившегося в 1874 году известного андижанского кади и факиха, известного своей справедливостью, также работавшего главным мударрисом в крупнейшей в то время соборной мечети Андижана. На момент начала работы, учебное заведение временно функционировало в недостроенном здании из 18 помещений. Вскоре небольшое здание учебного заведения в кратчайшие сроки было достроено силами местного населения при поддержке государства. В 1996 году закончилось строительство нового двухэтажного здания учебного заведения, состоящее из 26 помещений. В 2001 году началось строительство современного трёхэтажного здания учебного заведения, которое завершилось в 2003 году. Здание построено с элементами восточной и исламской архитектуры, с современной инфраструктурой, компьютерными классами, лингафонными кабинетами, классами химии и биологии, залом для торжеств и с современным общежитием, большой столовой. В 2004 году было построено вспомогательное здание.
В учебном заведении имеется богатая исламская и светская библиотека, фонд которой насчитывает свыше 14 тысяч книг и других печатных изданий, а также информационный центр с выходом в интернет. При учебном заведении функционирует небольшая мечеть. Исламское образование в частности включает изучение хадиса, тафсира, фикха, таджвида и других исламских дисциплин. Помимо полноценного исламского образования, в учебном заведении для студентов преподается математика, физика, биология, химия, информатика, узбекский язык, арабский язык (в обязательном порядке), английский язык (как иностранный), русский язык (как иностранный), физическая культура (футбол, баскетбол, волейбол, тяжелая атлетика, настольный теннис, бег). В учебном заведении работают кружки по дополнительному изучению арабского языка, по отдельным исламским дисциплинам, кружки по ремеслам (парикмахерство, плотник, электрик, сантехник). Студенты обучаются в данном учебном заведении четыре года.
По состоянию на март 2017 года, данное учебное заведение окончили свыше 800 студентов, которые ныне работают преподавателями и мударрисами в различных учебных (в том числе исламских) заведениях страны, в различных должностях (муллами, имам-хатибами, мухаддисами, наибами) в мечетях и медресе по всей стране. Часть студентов после окончания образования в учебном заведении, продолжают высшее исламское обучение в Ташкентском исламском институте или в Международной исламской академии Узбекистана, часть продолжают обучения за рубежом, в частности в Университете Аль-Азхар в Каире.